# Ris à la Malta
Ris à la Malta är en dessert som ofta äts till jul i Sverige. Rätten består av kall risgrynsgröt som blandas med vispad grädde och smaksätts med strösocker och vanillin-/vaniljsocker samt ibland outspädd apelsinsaft. Den dekoreras ibland med konserverade mandarinklyftor eller liknande. Riset kan serveras naturellt, med nötter, saftsoppa, sylt, äppelmos eller en söt bärkompott (av till exempel körsbär eller aprikos).

## Etymologi
En teori är att det är en förvanskning av danskans risalamande, vilket i sin tur kan härledas till franskans riz à l’amande = "ris med mandel".
En annan teori är att ris à la Malta förr brukade innehålla apelsin. Uttrycket "à la Malte" (eller "maltaise") betyder i gastronomikretsar att något tillagas med apelsin eller apelsinskal. Les maltaises är en apelsinsort från Malta. Det i sin tur sägs ha sitt ursprung i att riddarna av Malta brukade skicka hem små söta apelsiner till sina europeiska furstehus och att dessa med tiden hamnade hos franska kockar.

## Varianter
En variant på rätten kallas apelsinris. Förutom ovanstående blandar man i koncentrerad apelsinjuice och/eller skurna apelsinbitar. Ibland utesluts vaniljsockret.

## I Norden

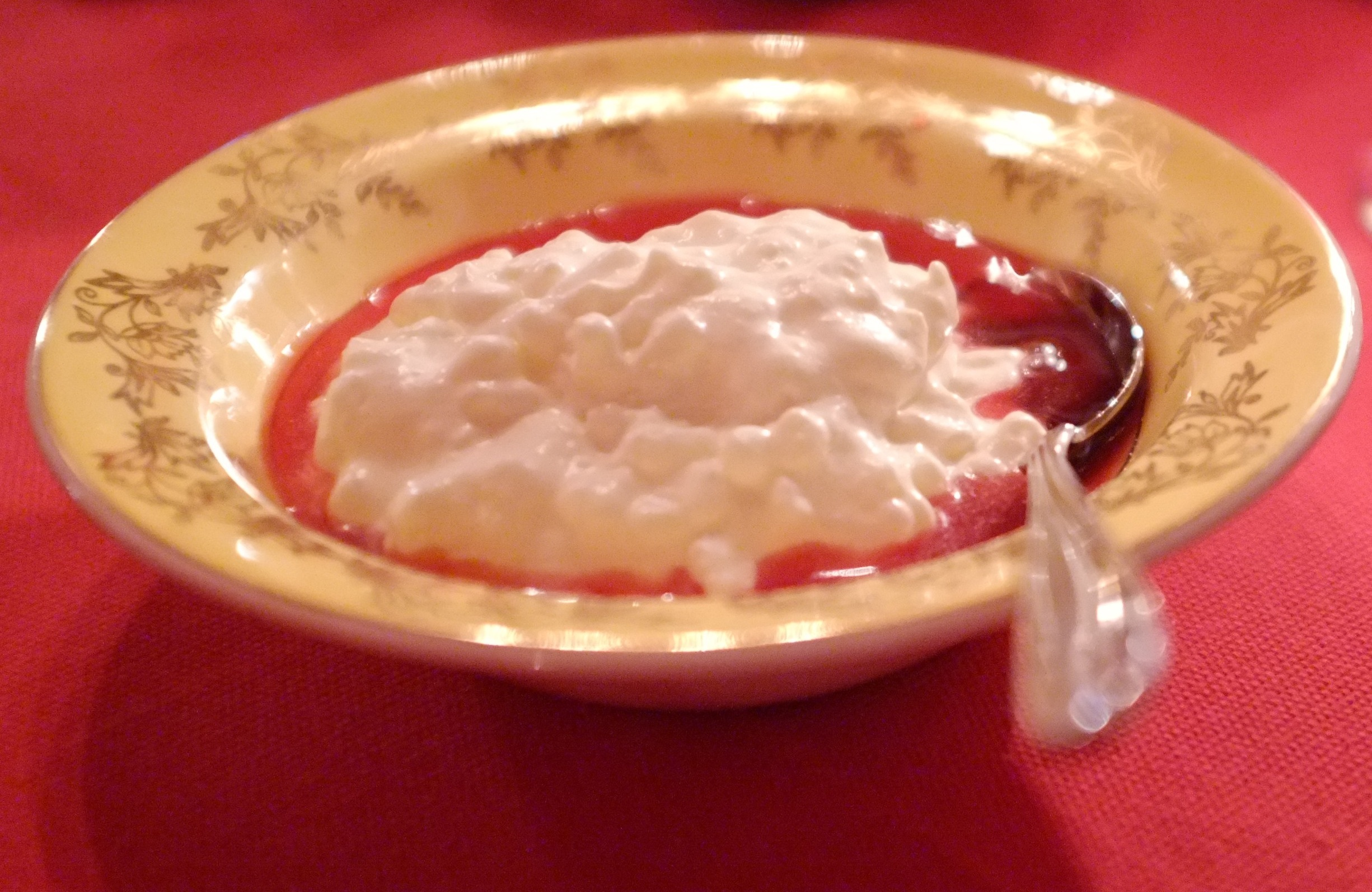
Ris à la Malta, som den kan serveras i Norden.

Den danska motsvarigheten risalamande uppstod kring år 1900. Det ryktas om att den kom till när risgrynsgröt blivit en folklig dansk maträtt och överklassen ville förfina denna genom att blanda i ingredienserna grädde, mandel och vanilj.
Risalamande innehåller inga apelsiner, utan hackade eller flisade mandlar och socker. Den serveras med varm körsbärssås.
I Danmark serveras den traditionellt som dessert på julafton, och då lägger man även en hel mandel i rätten. Den som hittar mandeln får en present kallad mandelgåva, som traditionellt är en marsipangris.
I Norge är rätten känd under namnet riskrem, och äts traditionellt med saftsås av hallon eller andra röda bär.